# Elbe Flugzeugwerke

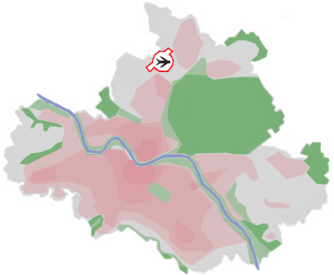
Lage der EFW in Dresden

Die Elbe Flugzeugwerke GmbH (EFW) ist ein deutsches Unternehmen des Flugzeugbaus mit Sitz in Dresden. 
Tätigkeitsfelder sind die  Umrüstung von Airbus-Passagierflugzeugen in Fracht- und Tankflugzeuge, die Herstellung von Faserverbundkomponenten für den Flugzeugbau sowie die Wartung von Flugzeugen und Hubschraubern. 
Anteilseigner sind ST Aerospace (55 %) und Airbus (45 %).

## Geschichte

### Entwicklung vor und während des Zweiten Weltkriegs
Die Dresdner Luftkriegsschule Klotzsche war eine der vier großen Luftkriegsschulen der Luftwaffe des Dritten Reiches, welche nach der beginnenden Wiederbewaffnung Deutschlands im Jahr 1935 errichtet wurden. Besonders mit Beginn des Zweiten Weltkrieges wurden die Bemühungen zur Ausbildung geeigneter Flugoffiziere und die Organisation der Infrastruktur der Luftwaffe im Dresdner Raum verstärkt, da diese zu diesem Zeitpunkt außerhalb der Reichweite der alliierten Luftwaffen lag. Aus der Luftkriegsschule und dem Fliegerhorst 38/III (Dresden-Klotzsche) entwickelten sich der Flughafen Dresden und die Dresdner Luftfahrtindustrie.

### Nachkriegsentwicklung
Die Luftkriegsschule in Klotzsche wurde durch die Luftangriffe auf Dresden 1945 kaum beschädigt. Bei Kriegsende fiel die Ju 287 V1 bei Junkers in Dessau in sowjetische Hände. Unter sowjetischer Aufsicht wurden die V2 und V3 fertiggestellt und im September Personal und Flugzeuge im Rahmen der Aktion Ossawakim nach Podberesje bei Moskau verlegt. Die Entwicklung des Baumusters wurde unter Leitung von Brunolf Baade fortgesetzt. Unter Baade wurde in der UdSSR auch der zweimotorige Bomber Modell 150 entwickelt.
1952 reiste Baade in die DDR, um Besprechungen im Auftrag des sowjetischen Ministeriums für Flugzeugindustrie (MAP) mit führenden deutschen und sowjetischen Persönlichkeiten über die Möglichkeiten für die Wiedereinrichtung einer Flugzeugindustrie zu führen. Im Dezember 1952 begann eine Inspektionsreise durch die DDR in Begleitung des sowjetischen Generals M. M. Lukin mit einer Besichtigung der Werke, die für eine Verwendung als Flugzeugindustrie in Frage kamen. 1953 erfolgte die Rückkehr in die UdSSR. 1954 reiste er zusammen mit Günther Bock wieder in die DDR; die Entscheidung war für Dresden-Klotzsche gefallen.

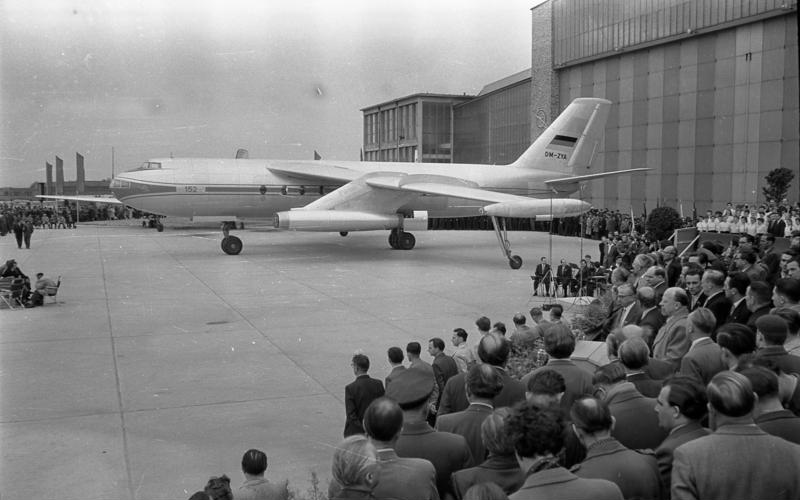
Vorstellung der 152/I

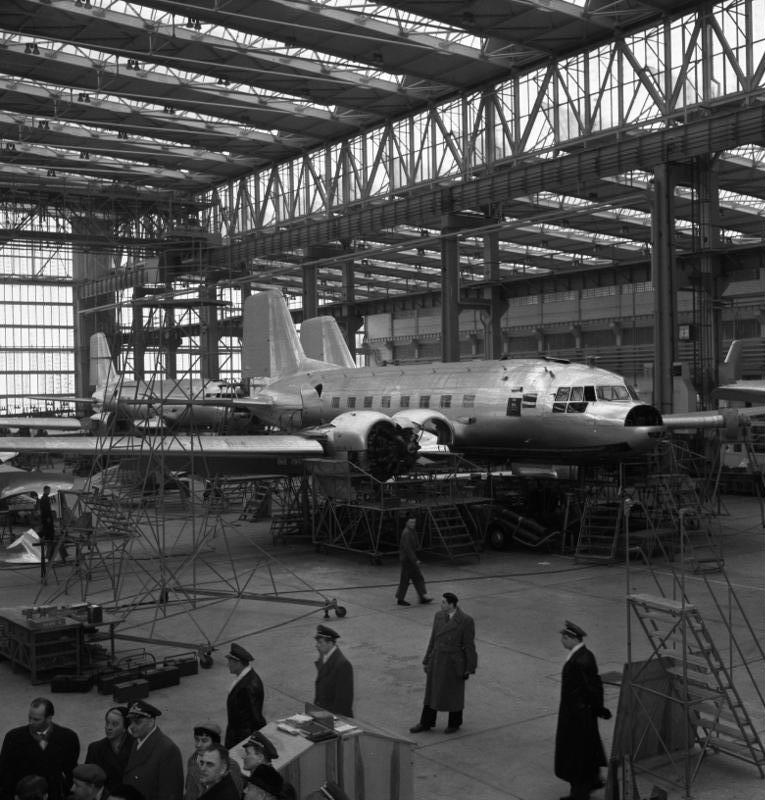
Montagehalle mit Il-14

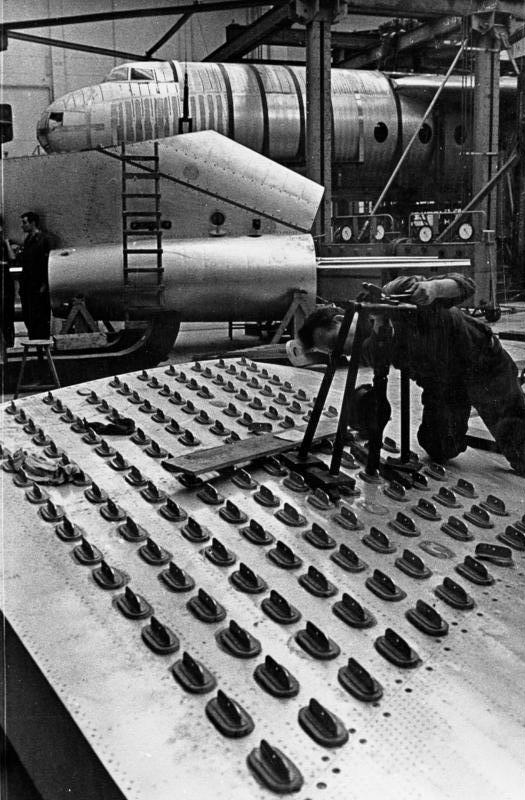
Hydraulikanlage (1958)

Die 1950er Jahre waren das beginnende Zeitalter der Düsenverkehrsflugzeuge. Nach Abstimmung mit der Sowjetunion fasste das Politbüro der SED im Dezember 1954 einen Beschluss über den Aufbau der Flugzeugindustrie der DDR. Neben dem Lizenzbau der Iljuschin Il-14P mit einer geplanten Ausbringung von zehn Maschinen pro Monat sollte der Industriezweig die 152 entwickeln, und zwar als Versuchsmuster V1 schon „flugfertig im III. Quartal 1956“.

### VEB Flugzeugwerke Dresden
1955 war das Startjahr für den Flugzeugbau in Dresden: Die Flugzeugwerke Dresden wurden gegründet. Brunolf Baade führte international anerkannte Experten aus Unternehmen der ehemaligen deutschen Luftfahrtindustrie wie Junkers, Heinkel, Siebel oder Arado in Dresden zusammen.
Innerhalb von drei Jahren entstand bis 1958 die Vereinigung Volkseigener Betriebe (VVB) Flugzeugbau mit einer Gesamtbelegschaftsstärke von 25.000 Mitarbeitern, darunter allein 8.000 im Kernbetrieb der VVB, dem Flugzeugwerk Dresden. Die wichtigste Voraussetzung für diesen raschen Aufbau war das Potential an Fach- und Führungskräften aus dem ehemaligen Kriegsflugzeugbau. So wurden 5.000 Beschäftigte Ende 1955 als „Kader“ (Leiter, Ingenieure, Meister und Angestellte) eingestuft, von denen 24 Prozent als „Flugzeugbauspezialisten“ ehemaligen Rüstungsbetrieben angehört hatten.
Der Einstieg in den Flugzeugbau erfolgte durch die Serienfertigung des sowjetischen Verkehrsflugzeugs Iljuschin Il-14P. Die zweimotorige Maschine bot 26 Passagieren und vier Besatzungsmitgliedern Platz. Bis Ende 1958 wurden 80 Il-14P gebaut.
Am 30. April 1958 rollte die 152 V1, die für eine Reichweite von 2000 Kilometern, eine Geschwindigkeit von rund 800 km/h und 40 bis 60 Fluggäste ausgelegt war, noch ohne Triebwerke aus der Montagehalle in Dresden. Dieses unter der Leitung von Baade entwickelte erste deutsche strahlgetriebene Verkehrsflugzeug entsprach bedingt durch die mindestens zweijährigen Verzögerungen im Gesamtprogramm schon nicht mehr den modernsten Anforderungen der damaligen Zeit. Mit der Produktion der in Pirna aus Junkers-Vorläufermodellen entwickelten Pirna-014-Triebwerke waren die Industriewerke Ludwigsfelde 1957 beauftragt worden. Dort entstanden bis 1961 insgesamt 51 Triebwerke. Bei dem zweiten Testflug des ersten Prototyps (152/I V1) am 4. März 1959 stürzte die Maschine in der Nähe von Ottendorf-Okrilla infolge Strömungsabrisses ab, wobei alle vier Insassen ums Leben kamen. Die Männer wurden in einer Gemeinschaftsgrabanlage auf dem Neuen Friedhof Klotzsche beigesetzt. Wenig später, am 2. Juli 1959, wurde die Entwicklung an der Turboprop-Maschine 153 abgebrochen. Neben der 152 verblieb noch die 155 in der Entwicklung. Am 26. August und am 4. September 1960 absolvierte der wesentlich verbesserte zweite Prototyp (152/II V4) zwei weitere Testflüge. Einige Tage später, am 7. September 1960, wurde nach einer Prüfung der Kraftstoffanlage ein Flugverbot ausgesprochen. Die jetzt notwendig gewordenen Verbesserungen ließen einen weiteren Zeitverzug von ein bis zwei Jahren bis zur Wiederaufnahme der Flugversuche erwarten. Damit wäre auch der verbesserte Typ 152/II um Jahre zu spät als dann schon unmodernes Fluggerät in Dienst gestellt worden, was seine Absatzchancen weiter schmälerte. Bereits im Laufe des Jahres 1959 hatte die UdSSR erklärt, in keinem Falle Verkehrsflugzeuge vom Typ 152 zu erwerben. Damit blieb nur noch der Bedarf der Interflug und der NVA mit weniger als 30 Maschinen. Versuche, einen Absatz in Südamerika und Afrika aufzubauen, schlugen fehl. Die daraus resultierende mangelnde wirtschaftliche Effizienz, fehlende Absatzmöglichkeiten im Westen und zu wenig Nachfrage aus anderen sozialistischen Ländern führten im Jahr 1961 zur Einstellung des Flugzeugbaus in der DDR. Zu diesem Zeitpunkt befand sich eine erste Serie in der Fertigung.
In den folgenden Jahren erschloss sich für den Betrieb ein neues Aufgabenfeld im Bereich der Hauptinstandsetzung für Luftfahrzeuge der NVA, bis hin zur Überholung und Instandsetzung von Funkmessvisieren, die VS-Geheim eingestuft waren. Die Werft wurde de facto zum Rüstungsbetrieb und einer der wichtigsten Produktionsbereiche des VEB Kombinat Spezialtechnik Dresden (KSD), dessen Sitz sich in der gleichen Liegenschaft befand.
Zum KSD gehörten insgesamt 11.700 Mitarbeiter in elf Kombinats-Betrieben, darunter:
- VEB Flugzeugwerft Dresden
- VEB Instandsetzungswerk Pinnow (IWP)
- Zentrum für Forschung und Technik Dresden
- VEB Mechanische Werkstätten Radeberg etc.

### VEB Flugzeugwerft Dresden
Nach der Beendigung des Flugzeugbaus wurde Brunolf Baade Direktor des Instituts für Leichtbau und ökonomische Verwendung von Werkstoffen (IfL). Sein Chefentwickler Hans Wocke, der bei Junkers verantwortlich für die Tragflächenentwicklung war, brachte 1964 beim Hamburger Flugzeugbau in Finkenwerder, einem Vorläufer-Unternehmen der späteren Airbus-Industrie, den HFB 320 Hansajet mit der typischen negativen Flügelstellung heraus.

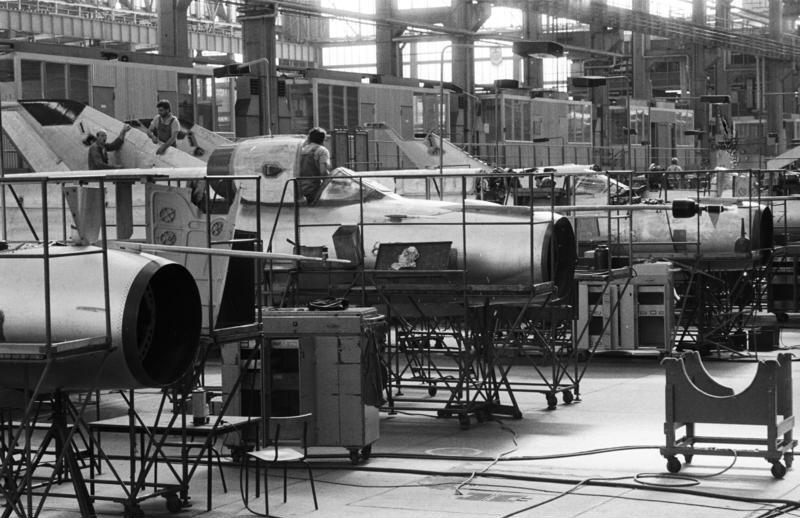
Wartung von irakischen MiG-21 im August 1990

Die Hallen der Flugzeugwerke gingen in den Besitz des VEB Flugzeugwerft Dresden über. Die Kernaufgabe dieses am 1. Oktober 1961 gegründeten Betriebes lag in der Instandsetzung der Flugzeuge der Nationalen Volksarmee und des Warschauer Pakts. Zur Erwirtschaftung von Devisen wurden während des Ersten Golfkrieges mit Il-76 und C-130 transportierte MiG-21 für den Irak und zugleich auch für den Iran instand gesetzt. Nach anderer Quelle wurden kurz vor der Wende MiG-21 der Luftstreitkräfte der NVA für den Export in den Iran vorbereitet.
Zwischen 1961 und 1990 wurden mehr als 2000 Jagdflugzeuge der sowjetischen MiG-Serien (MiG-15, MiG-17, MiG-21, MiG-23) und 300 Hubschrauber (Mi-2, Mi-4, Mi-8, Mi-24) gewartet.
Für die Transportfliegerstaffel 24 (TS-24), die in Dresden-Klotzsche stationiert war, und das Transportfliegergeschwader 44 (TG-44) der Luftstreitkräfte der Nationalen Volksarmee in Marxwalde wurden im Zeitraum von 1963 bis 1982 Flugzeuge der Typen An-2 und Il-14 sowie Hubschrauber des Typs Mi-2 gewartet.
Von 1976 an wurden unter größter Geheimhaltung Bobs unter luftfahrttechnischen Aspekten entwickelt und gefertigt. Sie erbrachten für die DDR-Auswahl 13 Gold-, 15 Silber- und zehn Bronzemedaillen bei Weltmeisterschaften und Olympischen Spielen.

### Nachwendezeit
Im Frühjahr 1989 gab es im Zusammenhang mit dem Kauf von drei Airbus-A310-Flugzeugen durch Interflug erste Kontakte mit Airbus. Diese verstärkten sich unmittelbar nach dem Fall der Mauer. Im November 1989 unterzeichneten der VEB Flugzeugwerft Dresden und die Deutsche Airbus GmbH in Hamburg – die heutige Airbus Deutschland GmbH – eine Absichtserklärung mit dem Ziel, den Luftfahrtstandort Dresden zu sichern. Den konkreten Schritt hierzu bildete die am 27. April 1990 erfolgte Gründung der Elbe Flugzeugwerke GmbH (EFW) als Projektgesellschaft, die am 1. Mai 1991 ihre operative Geschäftstätigkeit aufnahm. Ursprünglich gehörte das Werk nach 1990 zum deutschen Luft- und Raumfahrtkonzern DASA und ging dann an dessen Tochterunternehmen Airbus in Form einer Mehrheit von 51 Prozent der Eigentumsanteile. Seit 2000 ist wieder EADS, das bei einer Fusion unter anderem aus der DASA hervorging, alleiniger Gesellschafter.
Von den Geschäftsfeldern der Flugzeugwerft wurde die Betreuung der Flugzeuge und Hubschrauber weitergeführt, die von dem neugebildeten Lufttransportgeschwader 65 in Dresden-Klotzsche und an anderen Standorten aus Beständen der Nationalen Volksarmee übernommen worden waren. Unter anderem wurde 1994 eine Tu-154M zu einer Open-Skies-Maschine umgebaut, die dann am 13. September 1997 auf einem Flug von Köln-Bonn nach Südafrika mit einem amerikanischen Militärtransporter kollidierte und abstürzte.
Die Gründung der Elbe Flugzeugwerke GmbH leitete den Einstieg des Dresdner Traditionsunternehmen in den zivilen europäischen Flugzeugbau ein. Neue Geschäftsfelder erschlossen sich durch die sukzessive Verlagerung von Arbeitspaketen aus westdeutschen Luftfahrtstandorten, vorwiegend von Airbus.
Von 1991 bis 1995 montierten die Dresdner Flugzeugbauer über 100 Rumpfhecks für Fokker 100 und 70. Dieses Arbeitspaket kam vom Airbus-Werk in Nordenham. Im September 1991 übernahm EFW von Dornier Luftfahrt Oberpfaffenhofen die Strukturmontage der Rumpfschalen für Bréguet Atlantique (ATL-2). Auch Bauteile für den Supertransporter A300-600ST „Beluga“ sind in Dresden gefertigt und zur Endmontage nach Toulouse geliefert worden.
Mit der aus der Flugzeugwerft und dem späteren Institut für Leichtbau und ökonomische Verwendung von Werkstoffen (ab 1961) hervorgegangenen IMA Materialforschung und Anwendungstechnik übernahm ein weiteres Unternehmen mit rund 100 Beschäftigten unter marktwirtschaftlichen Bedingungen vor allem Bereiche der Materialtests für die Flugzeugindustrie, so auch für die neuen Airbus-Flugzeuge.
Die Manufaktur von Bobs wurde in der Dresdener Sportgeräte GmbH zunächst erfolgreich fortgeführt, musste jedoch aufgrund innerdeutscher Konkurrenz durch das Institut für Forschung und Entwicklung von Sportgeräten und mangels Aufträgen 2014 abgemeldet werden.

## Gegenwart
Nach dem Konkurs von Fokker im Frühjahr 1996 wurde die Umrüstung von Airbus-Passagier- zu Frachtflugzeugen von der DASA ebenfalls von Hamburg-Finkenwerder nach Dresden verlegt. Am 4. Juli 1996 rollte zum ersten Mal ein Airbus in die Halle 222 der Elbe Flugzeugwerke GmbH. Vier Monate später, am 25. November 1996, wurde der erste in Dresden umgerüstete Airbus, ein A310-200F, an den US-Kunden Federal Express (FedEx) übergeben. Da einerseits ein steigender Bedarf an Frachtmaschinen für die nächsten Jahre prognostiziert wird, andererseits immer weniger Frachtmaschinen neu angeschafft werden, wird ein Markt für solche Umbauten gesehen. Weltweit gibt es nur wenige Dienstleister dieser Art; im Boeing-Konzern gibt es ein Unternehmen, das ähnliche Umbauten bezogen auf Boeing-Flugzeuge anbietet.
Das Unternehmen erwirtschaftet 65 Prozent seines Umsatzes mit der Umrüstung von Airbus-Maschinen. Es werden hauptsächlich Airbus A310 und Airbus A300 umgerüstet. Die Kapazität betrug bis zu 14 Maschinen pro Jahr. Durch die Einweihung eines zweiten Hangars am 6. Juni 2006 konnte die Kapazität ab dem Jahr 2007 auf 20 Umrüstungen pro Jahr erhöht werden. Bis zum Juli 2006 hat EFW in seiner Geschichte 128 umgerüstete Frachter an 20 Kunden geliefert. Seit 2009 ist die Stand Alone Maintenance von Airbus-Flugzeugen ein weiteres Aufgabenfeld.
1993 fand die Verlagerung des zweiten Hauptgeschäftsfeldes der EFW vom Hamburger Airbus-Werk nach Dresden statt: Die Fertigung faserverstärkter Komponenten für die Innenausstattung aus Sandwich-Material für die gesamte Airbus-Familie. Die Elbe Flugzeugwerke entwickeln, konstruieren und fertigen auch die Gesamtsysteme Frachtraumverkleidung und Fußbodenplatten für diverse Airbus-Modelle.
Das 250.000 m² große Werksgelände umfasst eine Produktionsfläche von 65.000 m². In den Hallen, Werkstätten und Labors waren Ende 2006 rund 1300 Mitarbeiter tätig. Die Flugzeugwerke sind nicht Bestandteil der Airbus-Gruppe, sondern gehören vollständig zu EADS. Im Jahr 2006 setzten die Flugzeugwerke etwa 204,6 Millionen Euro um.
Im Februar 2007 gab die Elbe Flugzeugwerke GmbH bekannt, dass sie zusammen mit dem russischen Hersteller Irkut ein Tochterunternehmen gründen will, um in Deutschland und Russland die Kapazitäten für die Flugzeugumrüstung ausbauen zu können. Ab 2010 sollten Maschinen der A320-Familie umgerüstet werden. 2011 wurde bekannt gegeben, dass das A320F-Programm von Irkut aus wirtschaftlichen Gründen auf unbestimmte Zeit gestoppt wird.
Ab Juni 2011 wurden Passagierflugzeuge des Typs A300B4-622R für die Deutsche-Post-Tochter European Air Transport Leipzig (EAT-LEJ) zu Frachtmaschinen umgebaut. Im Rahmen des bisher größten Einzelauftrags in der Geschichte der Elbe Flugzeugwerke wurden für EAT-LEJ bis Mitte 2013 insgesamt 18 Flugzeuge umgebaut.
Nach dem Nachfragerückgang bei A300-600-Frachterkonversionen rückt das A330-200- und A330-300-P2F-Konversionsprogramm nach. Die erste Auslieferung erfolgte im Dezember 2017 an DHL. Das Supplemental Type Certificate, ausgestellt von der Europäischen Agentur für Flugsicherheit, wird derzeit durch ST Aerospace gehalten, die dafür im Februar 2013 eine 35%ige Beteiligung an den EFW erworben haben. Airbus plant 10 bis 15 Konversionen pro Jahr.
Im Jahr 2015 nahm EFW zusammen mit Airbus und ST Aerospace das Umrüstprogramm für A320 und A321 zu Frachtflugzeugen wieder auf. Im Februar 2018 wurde ein Vertrag mit Vallair über die Umrüstung der ersten zehn A321 abgeschlossen. Umbaustart war im vierten Quartal 2018, die erste Auslieferung war für Ende 2019 geplant. Am 8. Februar 2018 hat die Guangdong Aerocity Holding Co., Ltd. (GDA) eine Absichtserklärung zur Umrüstung von zehn A320 zu Frachtern bei EFW abgegeben. Der erste umgebaute A321 startete am 22. Januar 2020 vom Flughafen Singapur-Seletar, der erste umgebaute A320 hob auch dort am 8. Dezember 2021 ab.
Außerdem übernimmt EFW regelmäßig diverse Wartungs- und Reparaturarbeiten für A380 verschiedener Fluggesellschaften.